# Acronema handelii
Acronema handelii är en flockblommig växtart som beskrevs av H.Wolff. Acronema handelii ingår i släktet Acronema och familjen flockblommiga växter. Inga underarter finns listade i Catalogue of Life.